# Xerochrysum palustre
Xerochrysum palustre là một loài thực vật có hoa trong họ Cúc. Loài này được (Flann) R.J.Bayer mô tả khoa học đầu tiên năm 2001.